# Економіка Парагваю
Парагвай — найменш розвинена країна на Південноамериканському континенті. Як і раніше, основну частину доходу країни дає сільське господарство.

## Сільське господарство
Сільське господарство дає чверть доходу країни. Головна с/г культура — бавовна. Вирощують також екстракт дерева квебрахо, мате (парагвайський чай), пальмова олія. В країні нараховується 8 мільйонів голів великої рогатої худоби.

## Промисловість
Промисловість дає приблизно чверть доходу країни також. Базою парагвайської індустрії є переробка продукції сільського господарства і лісової промисловості: деревина, рослинні олії, цигарки, пиво, обробка шкіри. Значна частка також належить до виробництва цукру з цукрової тростини, екстракту кебрачо, рослинного воску і рослинних олій, ефірних олій, олії тунгового горіха, кокосового горіха та олії з нього. Розвинена харчова, цементна, бавовняна промисловість. Найрозвинутішими є департаменти: Столичний округ, Альто-Парана, Ітапуа (міста: Колонія Уніда, Фрам, Енкарнасьйон), Гуаіра. Головний промисловий центр країни — столиця Асунсьйон.В Вілла Еліса, біля Асунсьйону знаходиться нафтопереробний завод, також є два сталепрокатних заводи, Починаючи з середини 80-тих в країні відкриваються сталеливарні заводи.

## Енергетика
На ГЕС в Парагваї виробляється майже 100 % виробленої енергії. Велике значення мало будівництво ГЕС «Ітайпу» разом із Бразилією. Половина виробленої енергії на цій електростанції, забезпечуючи приблизно 90 % потреб країни, дістається Парагваю.

## Макроекономіка
Як видно, для парагвайської економіки характерна чергування постійних підйомів і спадів. При режимі Стреснера інфляція була галопуючою, а в рік його зречення рівень ВВП впав нижче рівня 1980 року — 4.046 млрд доларів.
| Рік  | ВВП (млрд доларів) | Інфляція (відсотки) |
| ---- | ------------------ | ------------------- |
| 1980 | 4,094              | 22.4                |
| 1985 | 4,214              | 25.2                |
| 1990 | 5,265              | 38.2                |
| 1995 | 8,036              | 13.4                |
| 2000 | 7,106              | 9.0                 |
| 2006 | 7,971              | 7.4                 |

## Інтернет-ресурси
- CIA - The World Factbook -- Paraguay
- Central Bank of Paraguay
- Ministry of Finance
- Ministry of Industry and Commerce
- Paraguayan Investment and Trade Promotion Agency REDIEX
- US Department of Agriculture - 2008 report on crop expansion in Paraguay [Архівовано 22 липня 2015 у Wayback Machine.]
- World Bank Summary Trade Statistics Paraguay